# 1.ª etapa del Giro de Italia 2024
La 1.ª etapa del Giro de Italia 2024 tuvo lugar el 4 de mayo de 2024 y consistió en una etapa en ruta de perfil escarpado con inicio en Venaria Reale y final en Turín sobre un recorrido de 140 km. El vencedor fue el ecuatoriano Jhonatan Narváez del equipo INEOS Grenadiers, siendo además el primer líder de la prueba.

## Clasificación de la etapa
| Venaria Reale - Turín | etapa escarpada | (140 km) |

| \| Clasificación de la etapa \| Clasificación de la etapa \| Clasificación de la etapa \| Clasificación de la etapa \| Clasificación de la etapa \| \| Ciclista \| Ciclista \| Equipo \| Tiempo \| \| \| ------------------------- \| ------------------------- \| -------------------------- \| ------------------------- \| ------------------------- \| \| 1.º \| Jhonatan Narváez \| Ineos Grenadiers \| 3 h 14 min 23 s \| \| \| 2.º \| Maximilian Schachmann \| Bora-Hansgrohe \| + 0 s \| \| \| 3.º \| Tadej Pogačar \| UAE Team Emirates \| + 0 s \| \| \| 4.º \| Alex Baudin \| Decathlon-AG2R La Mondiale \| + 6 s \| \| \| 5.º \| Nicola Conci \| Alpecin-Deceuninck \| + 10 s \| \| \| 6.º \| Quinten Hermans \| Alpecin-Deceuninck \| + 10 s \| \| \| 7.º \| Mauri Vansevenant \| Soudal Quick-Step \| + 10 s \| \| \| 8.º \| Antonio Tiberi \| Bahrain Victorious \| + 10 s \| \| \| 9.º \| Attila Valter \| Team Visma \\| Lease a Bike \| + 10 s \| \| \| 10.º \| Geraint Thomas \| Ineos Grenadiers \| + 10 s \| \| |                       |                            |                 |
| |                       |                            |                 |
| Fuentes: ProCyclingStats Cycling Quotient |                       |                            |                 |
| Clasificación de la etapa |                       |                            |                 |
| Ciclista | Ciclista              | Equipo                     | Tiempo          |
| 1.º | Jhonatan Narváez      | Ineos Grenadiers           | 3 h 14 min 23 s |
| 2.º | Maximilian Schachmann | Bora-Hansgrohe             | + 0 s           |
| 3.º | Tadej Pogačar         | UAE Team Emirates          | + 0 s           |
| 4.º | Alex Baudin           | Decathlon-AG2R La Mondiale | + 6 s           |
| 5.º | Nicola Conci          | Alpecin-Deceuninck         | + 10 s          |
| 6.º | Quinten Hermans       | Alpecin-Deceuninck         | + 10 s          |
| 7.º | Mauri Vansevenant     | Soudal Quick-Step          | + 10 s          |
| 8.º | Antonio Tiberi        | Bahrain Victorious         | + 10 s          |
| 9.º | Attila Valter         | Team Visma \| Lease a Bike | + 10 s          |
| 10.º | Geraint Thomas        | Ineos Grenadiers           | + 10 s          |

## Clasificaciones al final de la etapa

### Clasificación general(Maglia Rosa)
| \| Clasificación general \| Clasificación general \| Clasificación general \| Clasificación general \| Clasificación general \| \| Ciclista \| Ciclista \| Equipo \| Tiempo \| \| \| --------------------- \| --------------------- \| -------------------------- \| --------------------- \| --------------------- \| \| 1.º \| Jhonatan Narváez \| Ineos Grenadiers \| 3 h 14 min 13 s \| \| \| 2.º \| Maximilian Schachmann \| Bora-Hansgrohe \| + 3 s \| \| \| 3.º \| Tadej Pogačar \| UAE Team Emirates \| + 6 s \| \| \| 4.º \| Alex Baudin \| Decathlon-AG2R La Mondiale \| + 16 s \| \| \| 5.º \| Damiano Caruso \| Bahrain Victorious \| + 17 s \| \| \| 6.º \| Nicola Conci \| Alpecin-Deceuninck \| + 18 s \| \| \| 7.º \| Quinten Hermans \| Alpecin-Deceuninck \| + 20 s \| \| \| 8.º \| Mauri Vansevenant \| Soudal Quick-Step \| + 20 s \| \| \| 9.º \| Antonio Tiberi \| Bahrain Victorious \| + 20 s \| \| \| 10.º \| Attila Valter \| Team Visma \\| Lease a Bike \| + 20 s \| \| |                       |                            |                 |
| |                       |                            |                 |
| Fuentes: ProCyclingStats Cycling Quotient |                       |                            |                 |
| Clasificación general |                       |                            |                 |
| Ciclista | Ciclista              | Equipo                     | Tiempo          |
| 1.º | Jhonatan Narváez      | Ineos Grenadiers           | 3 h 14 min 13 s |
| 2.º | Maximilian Schachmann | Bora-Hansgrohe             | + 3 s           |
| 3.º | Tadej Pogačar         | UAE Team Emirates          | + 6 s           |
| 4.º | Alex Baudin           | Decathlon-AG2R La Mondiale | + 16 s          |
| 5.º | Damiano Caruso        | Bahrain Victorious         | + 17 s          |
| 6.º | Nicola Conci          | Alpecin-Deceuninck         | + 18 s          |
| 7.º | Quinten Hermans       | Alpecin-Deceuninck         | + 20 s          |
| 8.º | Mauri Vansevenant     | Soudal Quick-Step          | + 20 s          |
| 9.º | Antonio Tiberi        | Bahrain Victorious         | + 20 s          |
| 10.º | Attila Valter         | Team Visma \| Lease a Bike | + 20 s          |

### Clasificación por puntos(Maglia Ciclamino)
| Clasificación por puntos | Clasificación por puntos | Clasificación por puntos      | Clasificación por puntos | Clasificación por puntos |
| Ciclista                 | Ciclista                 | Equipo                        | Puntos                   |                          |
| ------------------------ | ------------------------ | ----------------------------- | ------------------------ | ------------------------ |
| 1.º                      | Jhonatan Narváez         | Ineos Grenadiers              | 25 pts                   |                          |
| 2.º                      | Lilian Calmejane         | Intermarché-Wanty             | 20 pts                   |                          |
| 3.º                      | Filippo Fiorelli         | VF Group-Bardiani CSF-Faizanè | 18 pts                   |                          |
| 4.º                      | Maximilian Schachmann    | Bora-Hansgrohe                | 18 pts                   |                          |
| 5.º                      | Amanuel Ghebreigzabhier  | Lidl-Trek                     | 13 pts                   |                          |
| 6.º                      | Tadej Pogačar            | UAE Team Emirates             | 12 pts                   |                          |
| 7.º                      | Andrea Pietrobon         | Team Polti Kometa             | 11 pts                   |                          |
| 8.º                      | Alex Baudin              | Decathlon-AG2R La Mondiale    | 8 pts                    |                          |
| 9.º                      | Nicola Conci             | Alpecin-Deceuninck            | 6 pts                    |                          |
| 10.º                     | Quinten Hermans          | Alpecin-Deceuninck            | 5 pts                    |                          |

### Clasificación de la montaña(Maglia Azzurra)
| Clasificación de la montaña | Clasificación de la montaña | Clasificación de la montaña   | Clasificación de la montaña | Clasificación de la montaña |
| Ciclista                    | Ciclista                    | Equipo                        | Puntos                      |                             |
| --------------------------- | --------------------------- | ----------------------------- | --------------------------- | --------------------------- |
| 1.º                         | Lilian Calmejane            | Intermarché-Wanty             | 20 pts                      |                             |
| 2.º                         | Amanuel Ghebreigzabhier     | Lidl-Trek                     | 10 pts                      |                             |
| 3.º                         | Giulio Pellizzari           | VF Group-Bardiani CSF-Faizanè | 8 pts                       |                             |
| 4.º                         | Filippo Fiorelli            | VF Group-Bardiani CSF-Faizanè | 7 pts                       |                             |
| 5.º                         | Giovanni Aleotti            | Bora-Hansgrohe                | 6 pts                       |                             |
| 6.º                         | Adrien Petit                | Intermarché-Wanty             | 4 pts                       |                             |
| 7.º                         | Daniel Felipe Martínez      | Bora-Hansgrohe                | 2 pts                       |                             |
| 8.º                         | Louis Barré                 | Arkéa-B&B Hotels              | 2 pts                       |                             |
| 9.º                         | Tadej Pogačar               | UAE Team Emirates             | 1 pt                        |                             |
| 10.º                        | Andrea Pietrobon            | Team Polti Kometa             | 1 pt                        |                             |

### Clasificación de los jóvenes(Maglia Bianca)
| Clasificación del mejor joven | Clasificación del mejor joven | Clasificación del mejor joven | Clasificación del mejor joven | Clasificación del mejor joven |
| Ciclista                      | Ciclista                      | Equipo                        | Tiempo                        |                               |
| ----------------------------- | ----------------------------- | ----------------------------- | ----------------------------- | ----------------------------- |
| 1.º                           | Alex Baudin                   | Decathlon-AG2R La Mondiale    | 3 h 14 min 29 s               |                               |
| 2.º                           | Mauri Vansevenant             | Soudal Quick-Step             | + 4 s                         |                               |
| 3.º                           | Antonio Tiberi                | Bahrain Victorious            | + 4 s                         |                               |
| 4.º                           | Cian Uijtdebroeks             | Team Visma \| Lease a Bike    | + 4 s                         |                               |
| 5.º                           | Giulio Pellizzari             | VF Group-Bardiani CSF-Faizanè | + 4 s                         |                               |
| 6.º                           | Filippo Zana                  | Team Jayco AlUla              | + 21 s                        |                               |
| 7.º                           | Giovanni Aleotti              | Bora-Hansgrohe                | + 41 s                        |                               |
| 8.º                           | Andrea Piccolo                | EF Education-EasyPost         | + 51 s                        |                               |
| 9.º                           | Enzo Paleni                   | Groupama-FDJ                  | + 51 s                        |                               |
| 10.º                          | Georg Steinhauser             | EF Education-EasyPost         | + 51 s                        |                               |

### Clasificación por equipos"Súper team"
| Clasificación por equipos | Clasificación por equipos     | Clasificación por equipos | Clasificación por equipos |
| Equipo                    | Equipo                        | Tiempo                    |                           |
| ------------------------- | ----------------------------- | ------------------------- | ------------------------- |
| 1.º                       | Ineos Grenadiers              | 9 h 43 min 29 s           |                           |
| 2.º                       | Decathlon-AG2R La Mondiale    | + 16 s                    |                           |
| 3.º                       | Soudal Quick-Step             | + 20 s                    |                           |
| 4.º                       | Team Visma \| Lease a Bike    | + 27 s                    |                           |
| 5.º                       | Bora-Hansgrohe                | + 37 s                    |                           |
| 6.º                       | EF Education-EasyPost         | + 57 s                    |                           |
| 7.º                       | Team Jayco AlUla              | + 1 min 04 s              |                           |
| 8.º                       | Astana Qazaqstan Team         | + 1 min 21 s              |                           |
| 9.º                       | VF Group-Bardiani CSF-Faizané | + 1 min 44 s              |                           |
| 10.º                      | Movistar Team                 | + 3 min 12 s              |                           |

## Abandonos
Ninguno.